# Žlutokap
Žlutokap (Xanthorrhoea) je rod jednoděložných rostlin z čeledi asfodelovité (Asphodelaceae). Protože starší rostliny mají holý kmen a jen na vrcholu trs trávovitých listů, je často celý rod nazýván "trávový strom" (Grass Tree) nebo "stromová tráva".

## Popis
Jsou to vytrvalé xerofytické byliny stromkovitého charakteru s atypickým sekundárním tloustnutím, někdy však může být kmínek velmi krátký. Někdy jsou řazeny mezi stromy v širším pojetí.
Mají oddenky až hlízy. Obsahují pryskyřici, často žluté (ale někdy i hnědé nebo červené) barvy, odtud český název i vědecké jméno. Listy jsou jednoduché, přisedlé, spirálně uspořádané, ve výrazných vrcholových růžicích, s listovými pochvami. Čepele jsou čárkovité, celokrajné, se souběžnou žilnatinou, kožovité. Květy jsou uspořádány do květenství, nápadných mnohačetných klasů. Květy jsou oboupohlavné, malé, skládají se ze 6 okvětních lístků, které jsou nenápadné, listenovitého charakteru, volné, ve 2 přeslenech, kdy vnější jsou kratší a tužší. Tyčinek je 6, jsou volné. Gyneceum se skládá ze 3 plodolistů, semeník je svrchní, plodem je tobolka, chrupavčitá až dřevnatá.

## Využití
Původní obyvatelé Austrálie používali vzrostné vrcholy a mladé báze listů jako zeleninu. Vyluhováním nektaru z květenství namočených do vody připravovali osvěžující nápoj. Z květních stvolů vyráběli oštěpy, pryskyřici používali jako lepidlo. Jako lepidlo případně lak na dřevo byla pryskyřice používána i později.
V současnosti se žlutokapy vysazují jako okrasné rostliny, trvá však řadu let, než rostlina dosáhne stromkového tvaru, může se však dožít až 300 let. Listy se někdy používají při aranžování květin.

## Rozšíření ve světě
Je známo asi 30 druhů, jejichž rozšíření je omezeno na Austrálii a Tasmánii.

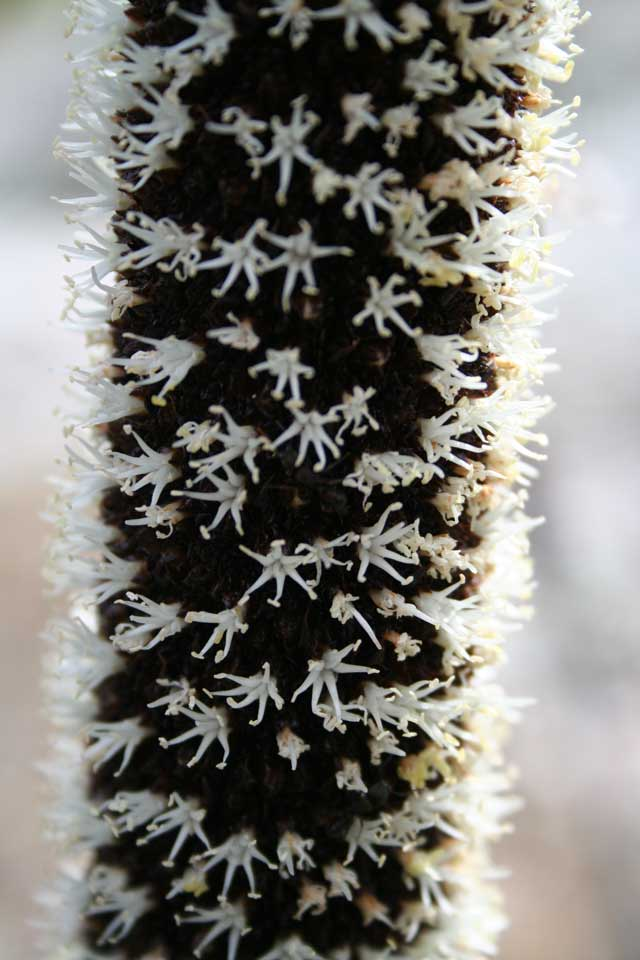
Kvetoucí klas
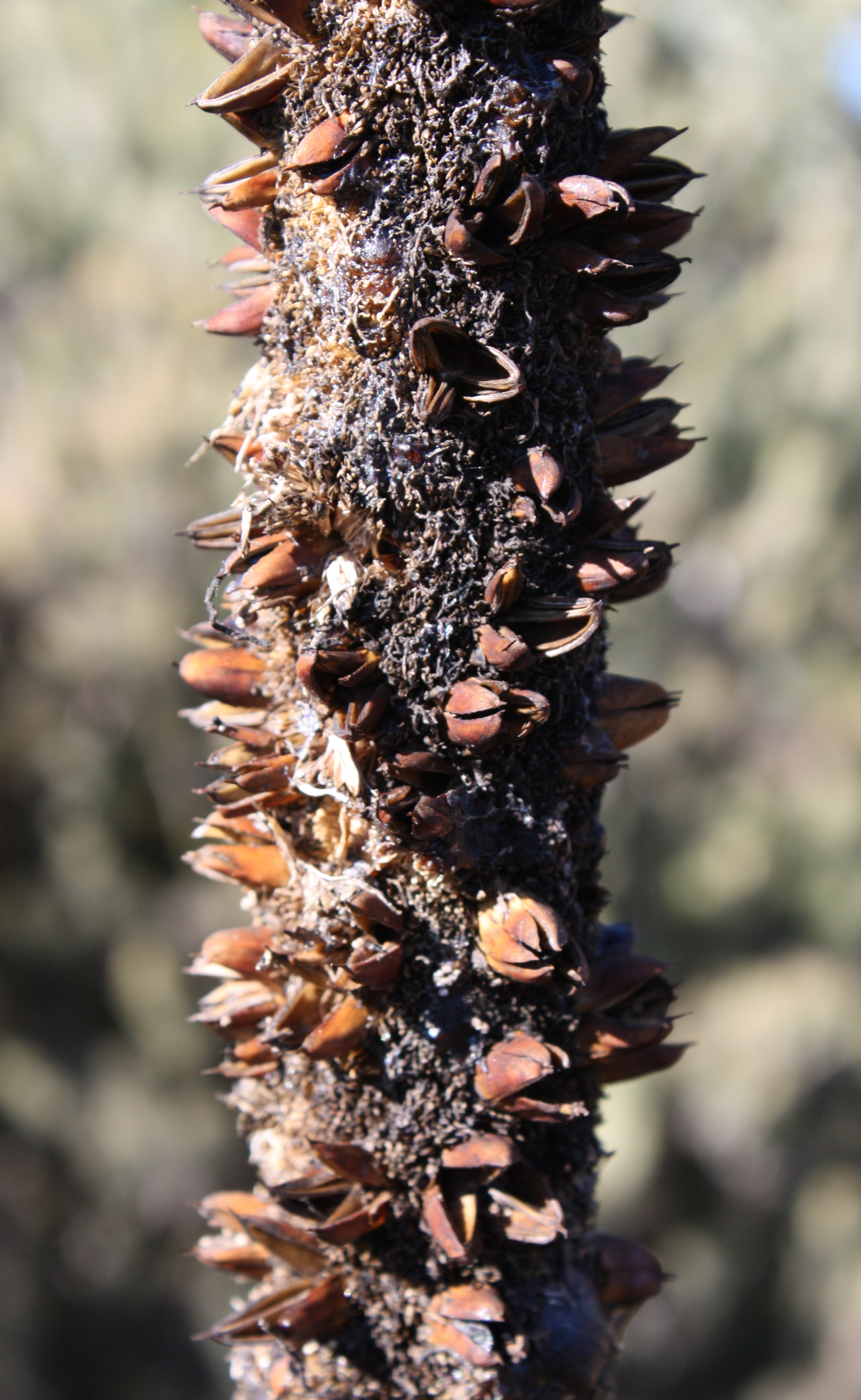
Klas ve zralosti